# Leucoplasia oral vellosa
La leucoplasia vellosa oral es un crecimiento benigno de la mucosa de la boca,: 385   causado por el virus de Epstein-Barr. Se presenta como varias placas blancas que pueden aparecer en la boca, a lo largo del borde de la lengua o en su superficie que pueden tener pequeños pliegues o protuberancias.